# Maláriaantigén kimutatására szolgáló tesztek

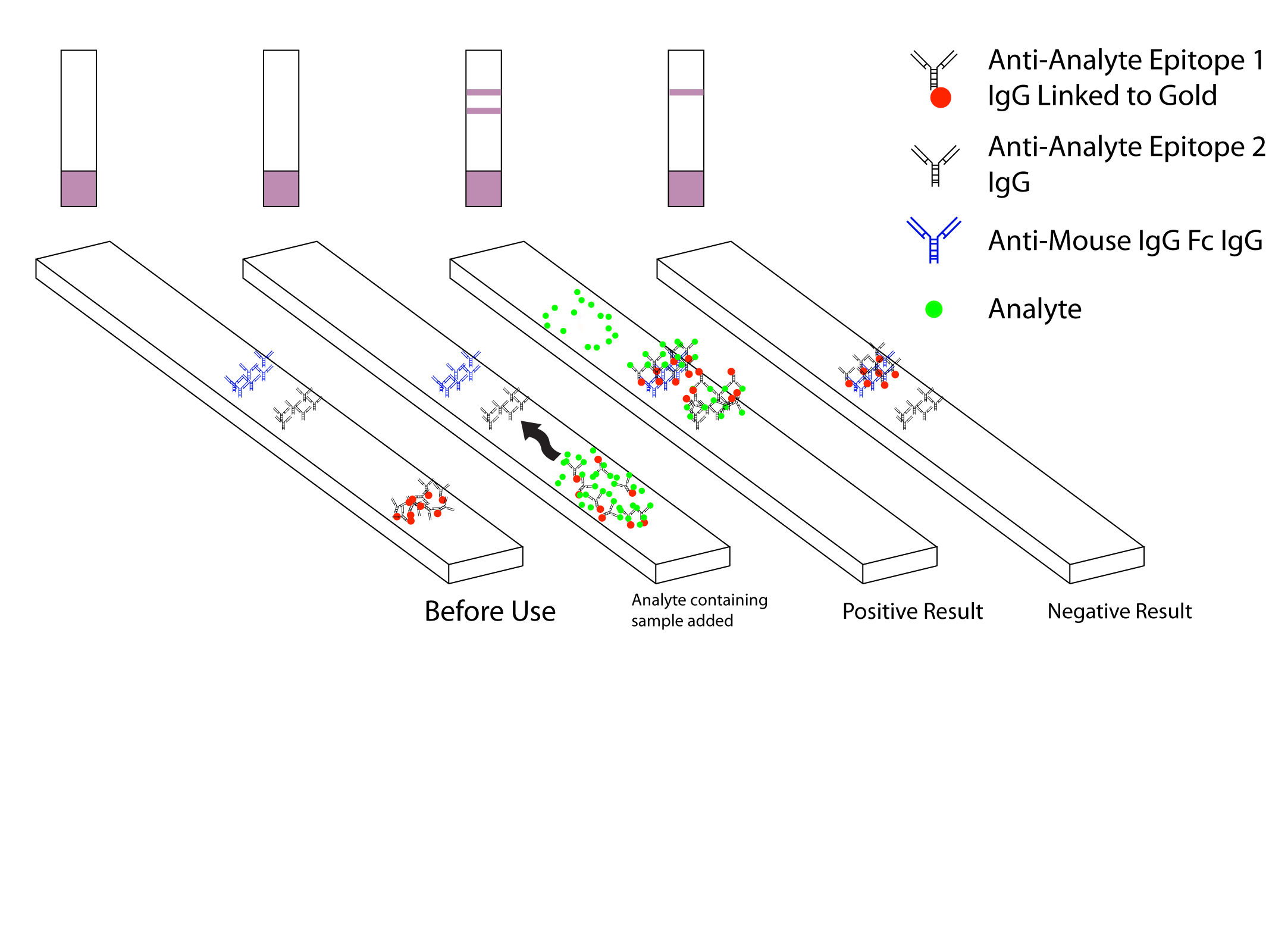
A mérőpálca sematikus ábrája

A maláriaantigén kimutatására szolgáló tesztek a kereskedelemben kapható antigén gyorsdiagnosztikai tesztek egy csoportja, amelyek lehetővé teszik a malária gyors diagnózisát olyan személyek számára, akik egyébként nem rendelkeznek a malária diagnosztizálására szolgáló hagyományos laboratóriumi technikákban jártassággal, vagy olyan helyzetekben, ahol ilyen felszerelés nem áll rendelkezésre. Jelenleg több mint 20 ilyen teszt van kereskedelmi forgalomban (WHO terméktesztelés 2008). Az első ilyen teszt célpontjának alkalmas maláriaantigén egy oldható glikolitikus enzim, a glutamát-dehidrogenáz volt. Jelenleg egyik gyorsteszt sem olyan érzékeny, mint a vastag vérfilm, és nem is olyan olcsó. Az összes jelenlegi dipstick-módszer használatának egyik fő hátránya, hogy az eredmény alapvetően minőségi. A trópusi Afrika számos endémiás területén azonban fontos a parazitémia kvantitatív értékelése, mivel a lakosság nagy százalékának pozitív lesz a tesztje bármely minőségi vizsgálat során.

## Antigénalapú malária gyorsdiagnosztikai tesztek
A malária gyógyítható betegség, ha a betegek korai diagnózishoz és azonnali kezeléshez jutnak. Az antigénalapú gyorsdiagnosztikai tesztek (RDT-k) fontos szerepet játszanak az egészségügyi szolgáltatások képességének perifériáján, mivel sok vidéki klinika nem képes a malária helyszíni diagnosztizálására, mivel nincs mikroszkóp és képzett technikus a vérfilmek kiértékelésére. Továbbá azokban a régiókban, ahol a betegség nem endémiás, a laboratóriumi technológusoknak nagyon korlátozott tapasztalata van a malária parazitáinak kimutatásában és azonosításában. A mérsékelt égövi területekről évente egyre több utazó látogat el trópusi országokba, és közülük sokan maláriás fertőzéssel térnek vissza. Az RDT-teszteket még mindig a hagyományos mikroszkópos vizsgálat kiegészítésének tekintik, de bizonyos fejlesztésekkel akár a mikroszkópot is kiválthatják. A tesztek egyszerűek, és az eljárás a helyszínen, terepi körülmények között is elvégezhető. Ezek a tesztek ujjbegyből vagy vénás vérből történő vizsgálatot igényelnek, az elvégzett teszt összesen 15-20 percet vesz igénybe, és nincs szükség laboratóriumra. E gyorsdiagnosztikai tesztek kimutatási küszöbe 100 parazita/µl vér, míg a vastagfilmes mikroszkópiával 5 parazita/µl.

### pGluDH
A plazmodium glutamát-dehidrogenáz (pGluDH) a gazdaszervezet antitestjeivel kicsapódva.
A pontos diagnózis egyre fontosabbá válik, tekintettel a Plasmodium falciparum növekvő rezisztenciájára és a klorokin alternatíváinak magas árára. A pGluDH enzim nem fordul elő a gazdaszervezet vörösvérsejtjében, és Picard-Maureau és munkatársai 1975-ben ajánlották a Plasmodium fajok markerenzimjeként. A malária marker enzim teszt alkalmas rutinmunkára, és ma már a legtöbb maláriával foglalkozó osztályon standard tesztnek számít. A pGluDH jelenléte köztudottan a parazita életképességét jelzi, és a pGluDH-t antigénként használó diagnosztikai gyorsteszt képes lenne megkülönböztetni az élő és az elhalt organizmusokat. Kínában kifejlesztettek egy teljes RDT-t, amely a pGluDH-t használja antigénként, és jelenleg klinikai vizsgálatok alatt áll. A GluDH-k ubiquitikus enzimek, amelyek fontos elágazási pontot foglalnak el a szén- és nitrogénanyagcsere között. Mind a nikotinamid-adenin-dinukleotid (NAD) [EC 1.4.1.2], mind a nikotinamid-adenin-dinukleotid-foszfát (NADP) függő GluDH [EC 1.4.1.4] enzimek jelen vannak a Plasmodiában; a NAD-függő GluDH viszonylag instabil és diagnosztikai célokra nem használható. A glutamát-dehidrogenáz egy oxidálható szénforrást biztosít, amelyet az energiatermeléshez használnak, valamint egy redukált elektronhordozót, a NADH-t. A glutamát a későbbi transzaminációs reakciókban más aminosavak fő aminódonorja. A glutamát többszörös szerepe a nitrogénegyensúlyban a szabad ammónia és a legtöbb aminosav aminocsoportjai közötti átjáróvá teszi. Kristályszerkezetét közzétették. A GluDH aktivitását a P. vivax, P. ovale és P. malariae esetében még soha nem vizsgálták, de a GluDH mint elágazó enzim fontossága miatt minden sejtben nagy koncentrációban kell lennie a GluDH-nak. Jól ismert, hogy a nagy molekulatömegű enzimeknek (mint a GluDH) számos izoenzimje van, ami lehetővé teszi a törzsek megkülönböztetését (a megfelelő monoklonális antitest esetén). A gazdaszervezet antitesteket termel a parazita enzim ellen, ami alacsony szekvenciaazonosságot jelez.

### Hisztidinben gazdag fehérje II
A hisztidinben gazdag fehérje II (HRP II) egy hisztidinben és alaninban gazdag, vízben oldódó fehérje, amely számos sejtkompartmentben lokalizálódik, beleértve a parazita citoplazmáját is. Az antigént csak a P. falciparum trofozoiták expresszálják. A P. falciparumból származó HRP II részt vesz a hemozoin, a parazita által termelt ferriprotoporfirin IX (Fe(3+)-PPIX) inert, kristályos formájának biokristályosításában. A HRP II jelentős részét a parazita szekretálja a gazdaszervezet véráramába, és az antigén kimutatható az eritrocitákban, a szérumban, a plazmában, az agy-gerincvelői folyadékban, sőt a vizeletben is, mint szekretált vízben oldódó fehérje. Ezek az antigének a keringő vérben megmaradnak a parazitémia megszűnése vagy nagymértékű csökkenése után is. A sikeres kezelést követően általában két hétig tart, amíg a HRP2-alapú tesztek negatívvá válnak, de ez akár egy hónapig is eltarthat, ami csökkenti értéküket az aktív fertőzés kimutatásában. Hamis pozitív mérőpálcás eredményről számoltak be reumafaktor-pozitív reumatoid artritiszben szenvedő betegeknél. Mivel a HRP-2-t csak a P. falciparum fejezi ki, ezek a tesztek negatív eredményt adnak olyan minták esetén, amelyek csak P. vivax, P. ovale vagy P. malariae-t tartalmaznak; ezért sok nem falciparummaláriás esetet tévesen malárianegatívnak diagnosztizálhatnak (egyes P. falciparum törzsek nem rendelkeznek HRP II-vel sem). A pHRP2-alapú RDT-k eredményeinek változékonysága a célantigén változatosságával függ össze.

### pLDH
A P. falciparum laktát-dehidrogenáz (PfLDH) egy 33 kDa méretű oxidoreduktáz [EC 1.1.1.1.27]. Ez a glikolitikus útvonal utolsó enzime, amely nélkülözhetetlen az ATP-termeléshez, és a P. falciparum által leggyakrabban expresszált enzimek egyike. A P. vivax, P. malariae és P. ovale) Plasmodium LDH (pLDH) 90-92%-os azonosságot mutat a P. falciparum PfLDH-val. A pLDH szintje a kezelés után hamarabb csökken a vérben, mint a HRP2. Ebben a tekintetben a pLDH hasonló a pGluDH-hoz. Mindazonáltal a kinetikai tulajdonságok és a kofaktor-kötőhelyet célzó inhibitorokkal szembeni érzékenységek jelentősen különböznek, és az inhibitorok disszociációs állandóinak mérésével azonosíthatók, amelyek akár 21-szeresen is eltérhetnek.

### pAldo
A fruktóz-biszfoszfát aldoláz [EC 4.1.2.13] a glikolízis és az energiatermelés egyik kulcsfontosságú reakcióját katalizálja, és mind a négy faj termeli. A P.falciparum aldoláz egy 41 kDa fehérje, és 61-68%-os szekvencia-hasonlóságot mutat az ismert eukarióta aldolázokkal. Kristályszerkezetét közzétették. A p41 elleni antitestek jelenléte a maláriával szemben részben immunis felnőtt emberek szérumában arra utal, hogy a p41 szerepet játszik a parazitával szembeni védekező immunválaszban.

## Fordítás
Ez a szócikk részben vagy egészben  a   Malaria antigen detection tests című angol Wikipédia-szócikk ezen változatának fordításán alapul.  Az eredeti cikk szerkesztőit annak laptörténete sorolja fel. Ez a jelzés csupán a megfogalmazás eredetét és a szerzői jogokat jelzi, nem szolgál a cikkben szereplő információk forrásmegjelöléseként.